# アレックス・ロペス
アレックス・ロペス（Álex López）ことアレハンドロ・ロペス・モレノ（Alejandro López Moreno、1997年6月2日 - ）は、スペイン・カタルーニャ州バルセロナ県タラサ出身のサッカー選手。ADアルコルコン所属。ポジションはミッドフィルダー。

## 経歴
カタルーニャ州バルセロナ県のタラサ出身。RCDエスパニョールのカンテラ育ち。2018-19シーズンの1月14日のリーガ・エスパニョーラ第19節レアル・ソシエダ戦で後半84分、オスカル・メレンドとの交代でトップチーム初出場を飾った。
2019年8月17日、CDルーゴにレンタル移籍。
2021年1月23日、CDミランデスに移籍した。
2023年1月16日、ADアルコルコンに移籍した。